# 퉁다웨이
퉁다웨이(중국어 간체자: 佟大为, 정체자: 佟大為, 병음: Tóng Dàwéi, 한자음: 동대위, 1979년 2월 3일 ~ )는 중국의 가수 겸 배우이다.

## 출연작

### 드라마
- 2013년 안후이 위성 텔레비전 해돈제일극장 《용문표국》 - 통청처우 역
- 2013년 동방 위성 텔레비전 몽상극장 《소파파》 - 처창사장 역
- 2014년 동방 위성 텔레비전 몽상극장 《대장부》 - 청빈 역
- 2014년 CCTV-8 황금강당극장 《홍군대장전》 - 장이향 역
- 2015년 저장 위성 텔레비전 중국람극장 《상명백료재결혼》 - 롱시아 역
- 2015년 동방 위성 텔레비전 동방극장 《호마묘파》 - 뤄쑤 역
- 2017년 후난위성텔레비전 금응독파극장 《인간지미시청환》 - 정인간 역
- 2019년 저장 위성 텔레비전 중국람극장 《분등년대》 - 창한칭 역
- 2019년 후난위성텔레비전 금응독파극장 《여과가이저양애》 - 경묵지 역
- 2020년 후난위성텔레비전 금응독파극장 《애적리미》 - 서청풍 역
- 2021년 동방 위성 텔레비전 동방극장 《소사득》 - 시아준산 역
- 2022년 텐센트 웹드라마 《아문적혼인》 - 성장촨 역
- 2022년 망고 TV 웹드라마 《소실적해자》 - 양웬 역
- 2023년 저장 위성 텔레비전 중국람극장 《공소》 - 허루안 역
- 2024년 후난위성텔레비전 금응독파극장 《호운가》 - 펑하오둥 역

### 영화
- 2014년 《디어리스트》 - 가오샤 역